# Kanton Accous
Kanton Accous (francouzsky Canton d'Accous) je francouzský kanton v departementu Pyrénées-Atlantiques v regionu Akvitánie. Tvoří ho 13 obcí.

## Obce kantonu
- Accous
- Aydius
- Bedous
- Borce
- Cette-Eygun
- Escot
- Etsaut
- Lées-Athas
- Lescun
- Lourdios-Ichère
- Osse-en-Aspe
- Sarrance
- Urdos